# 모로코저드
모로코저드(Meriones grandis)는 쥐과 메리오네스속에 속하는 설치류의 일종이다. 1907년 카브레나(Ángel Cabrera)가 처음 발견했다. 모로코와 알제리 북부, 튀니지의 토착종이다. 한때는 쇼저드(Meriones shawi)의 일부로 간주하기도 했지만, 2000년부터 별도의 종을 간주되고 있다.